# Europeiska CBRNE-centret
Europeiska CBRNE-centret är en centrumbildning vid Umeå universitet som koordinerar EU-finansierad forskning och utbildning inom CBRNE-området, som omfattar kemiska (C), biologiska (B), radiologiska (R), nukleära (N) och explosiva (E) ämnen. Händelser inom området kan vara resultat av olyckor, avsiktliga attentat eller andra orsaker. CBRNE-incidenter är ganska ovanliga, men däremot ofta väldigt allvarliga, vilket gör att beredskapen alltid måste vara hög.
Idén till Europeiska CBRNE-centret väcktes av dåvarande chefen för avdelningen CBRN-skydd och säkerhet vid FOI i Umeå, kemisten Åke Sellström, som såg möjliga synergieffekter mellan världsledande forskning vid Umeå universitet inom mikrobiologi, molekylär infektionsmedicin, befolkningsstudier samt miljö- och energiforskning, och mer tillämpad forskning med anknytning till CBRNE-frågor vid Totalförsvarets forskningsinstitut (FOI) i Umeå och Norrlands universitetssjukhus.
Sellström fungerade som chef under uppbyggnadsfasen år 2006–2007 och etablerade ett partnerskap med fyra grundande myndigheter: Umeå universitet, FOI, Västerbottens läns landsting (idag en del av Region Västerbotten) och Umeå kommun. Senare har även Region Västerbotten, Totalförsvarets skyddcentrum (SkyddC) och Fortifikationsverket (FortV) anslutit sig till samarbetet. Från invigningen 2008 var statsvetaren Dzenan Sahovic föreståndare fram till 2015. Sedan juli 2015 heter föreståndaren Per-Erik Johansson.
I början stod centret under Enheten för näringsliv och samhälle, ENS, vid universitetets humanistiska fakultet. I december 2008 fick centret sin befintliga struktur som enhet inom Teknisk-naturvetenskapliga fakulteten. Samtidigt flyttade centret in i de nya lokalerna i KBC-huset. Hösten 2018 firade centret 10-årsjubileum.
Det Europeiska CBRNE-centret arbetar inom vissa projekt tillsammans med Enheten för kirurgi/Kunskapscentrum för katastrofmedicin (KcKM). De båda centrumen delar även lokaler. Samlokaliseringen medför möjligheter till tätare samarbete mellan enheterna och även möjlighet att dra nytta av varandras kunskap och kompetens.

## Forskningsprojekt och uppdrag (i urval]
- MASH åren 2008–2010 syftade till att kartlägga och föreslå förbättringar av EU-ländernas allmänna beredskap för att hantera "masskade-händelser" och lägga grunden för ett europeiskt samarbete för att förhindra katastrofala effekter vid sådana.
- CHEMSEA (Chemical munitions seerach & assessment) åren 2011–2014 syftade till att kartlägga kemiska stridsmedel som dumpats i Östersjön och ta fram riktlinjer för hur sådana bör hanteras, vilket 2014 ledde till bildandet av ett samarbetscenter med experter från tio deltagande länder.[3]
- PRACTICE (Preparedness and resilience against CBRN terrorism using integrated concepts and equipment) åren 2011–2014 leddes av Dzenan Sahovic och syftade till att ta fram en EU-gemensam "verktygslåda" av system och rutiner för att reagera på och återhämta sig från en CBRNE-incident.[4]
- CBRNcap och CBRN FRstcap åren 2013–2014 syftade till att träna och utbilda tull- och gränspersonal i bland annat Serbien, Kroatien, Montenegro och Makedonien i hur man bör agera vid hot om CBRNE-incidenter.[5]
- EDEN (2013–2016) Syftet med projektet var att förbättra motståndskraften gentemot CBRNE-incidenter genom ett projekt drivet av slutanvändarna av de verktyg och resurser som används vid insats.
- Safety & Security Test Arena (2016–2019) var ett stort regionalt samverkansprojekt i norra Sverige som var mål var att göra nytta på flera plan. Projektets skulle bidra till bättre samverkan mellan blåljusmyndigheter vid större olyckor och skadehändelser, nya möjligheter till utveckling av produkter och tjänster inom säkerhetssektorn, och slutligen resultera i en testarena med förmåga att både utveckla och utvärdera.
- Project 54 (2016–2019) är en del av EU:s initiativ Chemical Biological Radiological and Nuclear Risk Mitigation Centers of Excellence (EU CBRN CoE). Initiativet togs för att stärka EU:s grannländers förmåga att hantera, och återhämta sig, vid händelse av en CBRN-incident.
- C-sjukvårdsnoden (2016–2019) var ett samverkansprojekt mellan Kunskapscentrum i Katastrofmedicin (projektägare), Europeiska CBRNE-centret, och Kunskapscentrum för Katastroftoxikologi. Syftet är att skapa en så kallad samverkansnod för alla involverade verksamheter vid incidenter med kemiska ämnen (C-händelser). Det handlade bland annat om att vara en resurs för kunskap och stöd, bistå med utbildning, samverkan och nätverk, samt aktivt arbeta förebyggande mot nya hot och handlingar.
- CLINF (2016–2021) leds av CLINF Nordic Centre of Excellence (NCoE), och ska undersöka och identifiera klimatförändringars effekter på den geografiska epidemiologin och på spridningen av infektionssjukdomar bland djur och människor i de nordliga regionerna.
- CELECTIVE (2017–2019)  grundade sig i målet att stärka EU-länders förmåga att förhindra och minska risker vid CBRNE-händelser innan de inträffar. Det skulle åstadkommas genom att utveckla ett träningskoncept förankrat inom polismyndigheter, insatsstyrkor och andra specialistenheter inom samhällets skydd och säkerhet.
- CELESTE II (2017–2019) Målet med projektet var att stärka EU:s ramverk för säkerhet gällande beredskap och folkhälsa. Projektet ska utveckla ett omfattande integrerat och koordinerat tillvägagångssätt för beredskap, riskbedömning, och krishantering och leds av Public Health England.
- MELODY (2018–2021) Målsättningen med MELODY är att avgränsa, utveckla och förmedla en läroplan för CBRN-träning, baserad på självupplevda behov och brister hos aktiv utrycknings- och sjukvårdspersonal inom EU. Grundtanken är att en gemensam insats för att förbereda utryckningspersonal för CBRN-händelser ökar effektiviteten, samarbete över gränserna, och stärker den allmänna beredskapen mot CBRN-hot i hela EU. Projektet består av tio samarbetspartners från nio olika länder och leds av Dr. Carlos Rojas Palma, SCK•CEN, Belgien.
- ECCofEx (2018–2021) Syftet med ECCofEX är att göra en genomförbarhetsstudie, i samråd med EU:s medlemsstater och EU kommissionen, om möjligheten att utveckla ett center of excellence för CBRN inom EU, genom att ta fram ett verksamhetskoncept och en affärsplan för ett sådant center.
- PROACTIVE (2019–2022) Det övergripande målet med PROACTIVE är att öka den samhälleliga beredskapen inom CBRN-området genom att utöka säkerhet- och räddningsutövares förmåga att hantera stora, varierade grupper av människor. Projektet studerar hantering av CBRN-händelser utifrån medborgarnas perspektiv, något som sällan gjorts tidigare. Projektet finansieras av Horizon 2020 och leds av säkerhetsdivisionen på franska International union of railways.

## Utbildning
Vid tre tillfällen, 2009, 2014 och 2019 har centret i samarbete med bland andra FBI, WHO och Organisationen för förbud mot kemiska vapen (OPCW) organiserat utbildning för de experter på biologiska och kemiska vapen som av FN:s medlemsländer nominerats som FN-inspektörer. En av dessa var centrets grundare Åke Sellström, som bland annat var chef över den vapeninspektion som 2013 undersökte och fann bevis för användning av kemiska vapen i Syrien.
I samarbete med Myndigheten för samhällsskydd och beredskap (MSB) erbjuds vid universitetet utbildning i kris- och konflikthantering samt konflikthantering och fredsbyggande. Dessutom finns fristående kurser i bland annat CBRN krisberedskap och akut- och katastrofmedicin.

## Samverkansuppgifter
CBRNE-centret medverkar tillsammans med andra lokala aktörer som räddningstjänst, sjukvård och polis i länsstyrelsens Regionala samverkansfunktion. Centret fungerar också som projektkontor för NordSam, ett samarbetsorgan för krisberedskapfunktioner inom de nordligaste länsstyrelserna – Norrbotten, Västerbotten, Västernorrland, Jämtland, Gävleborg och Dalarna. Man deltar också i Samverkansområde Farliga ämnen (SOFÄ), ett forum för samverkan mellan Myndigheten för samhällsskydd och beredskap, centrala myndigheter, länsstyrelser, kommuner och landsting för att hantera krissituationer och höjd beredskap.